# Loi Alfano
La loi Alfano (loi 124/08) est une loi italienne votée le 22 juillet 2008 qui accordait l'immunité pénale aux quatre plus hauts personnages de l'État italien. Proposée par le ministre de la Justice Angelino Alfano, elle avait été approuvée par le Conseil des ministres du gouvernement Berlusconi le 26 juin 2008. En vigueur de 2008 à 2009, elle fut déclarée anti-constitutionnelle le 7 octobre 2009. La loi Alfano était très similaire à la loi Schifani (it) du 22 juin 2003, elle aussi déclarée inconstitutionnelle en janvier 2004.

## Contenu
La loi donnait une immunité pénale aux 4 postes politiques les plus importants en Italie (Président de la République, Président du Sénat, Président de la Chambre des Députés, et Président du Conseil) durant leur mandat.
Berlusconi était alors en plein procès concernant l'affaire David Mills.

## Abrogation
En octobre 2009, la loi fut déclarée anticonstitutionnelle par la Cour constitutionnelle (9 voix contre 6) et fut par la suite abrogée,. La Cour a considéré que la loi violait le principe d'égalité des citoyens devant la loi et que seule une révision constitutionnelle pourrait accorder une telle immunité.

## Conséquences et réactions
En conséquence, Silvio Berlusconi, président du Conseil a vu son immunité pénale retirée. Les poursuites judiciaires contre lui pouvaient reprendre, notamment dans l'affaire David Mills et dans celle concernant la surfacturation des droits d'émissions télévisées par le groupe Mediaset. Berlusconi a alors accusé la Cour d'être « de gauche », tandis que l'ex-magistrat Antonio di Pietro était l'un des rares à réclamer sa démission.